# Семёновская волость (Новоузенский уезд)
Семёновская во́лость — административно-территориальная единица, входившая в состав Новоузенского уезда Самарской губернии.
Административный центр — село Семёновка.
Первоначально была известна как Фёдоровская волость, административным центром являлось село Фёдоровка.
Население волости составляли русские, малороссы, мордва, православные
В период до установления советской власти волость имела аппарат волостного правления, традиционный для таких административно-территориальных единиц Российской империи.
Согласно карте уездов Самарской губернии издания губернского земства 1912 года волость располагалась в центральной части Новоузенского уезда по обеим сторонам от реки Еруслан.
Территория бывшей волости является частью земель Фёдоровского района Саратовской области.

## Состав волости
| Наименование                     | Население | Население | Население | Расстояние (вёрст) до: | Расстояние (вёрст) до: | Расстояние (вёрст) до: | Расстояние (вёрст) до: | Преобладающие национальности | Преобладающие вероисповедания | Современное состояние                                                  |    |         |              |                                             |
| Наименование                     | 1889 год  | 1897 год  | 1910 год  | Самары                 | Саратова               | Новоузенска            | Волостного правления   | Преобладающие национальности | Преобладающие вероисповедания | Современное состояние                                                  |    |         |              |                                             |
| -------------------------------- | --------- | --------- | --------- | ---------------------- | ---------------------- | ---------------------- | ---------------------- | ---------------------------- | ----------------------------- | ---------------------------------------------------------------------- | -- | ------- | ------------ | ------------------------------------------- |
| деревня Воскресенка (Саловка)    | 766       | 785       | 1094      | Самары                 | Саратова               | Новоузенска            | Волостного правления   | 322                          | 118                           | 122                                                                    | 25 | русские | православные | село, Фёдоровский район Саратовская область |
| село Ивановка (Полтавка)         | 1839      | 2497      | 2872      | 340                    | 113                    | 100                    | 7                      | малороссы                    | православные и сектанты       | село, Фёдоровский район Саратовская область                            |    |         |              |                                             |
| село Калдино (Верхний Плёс)      | 1476      | 1986      | 2199      | 320                    | 125                    | 110                    | 10                     | русские и мордва             | православные                  | село, Фёдоровский район Саратовская область                            |    |         |              |                                             |
| село Красавка (Камешкер)         | н/д       | 153       | 1122      | 320                    | 125                    | 110                    | 10                     | русские и малороссы          | православные                  | село, Фёдоровский район Саратовская область                            |    |         |              |                                             |
| село Митрофановка                | 1211      | 1299      | 1625      | 328                    | 112                    | 97                     | 3                      | русские и мордва             | православные                  | село, Фёдоровский район Саратовская область                            |    |         |              |                                             |
| село Михайловка                  | 1211      | 1299      | 1625      | 344                    | 116                    | 100                    | 14                     | русские                      | православные                  | село, Фёдоровский район Саратовская область                            |    |         |              |                                             |
| село Николаевка                  | 497       | 628       | 758       | 330                    | 120                    | 105                    | 5                      | русские                      | православные                  | село, Фёдоровский район Саратовская область                            |    |         |              |                                             |
| село Семёновка (Герасимовка)     | 1543      | 2077      | 2486      | 344                    | 111                    | 100                    | 0                      | малороссы                    | православные                  | село, Фёдоровский район Саратовская область                            |    |         |              |                                             |
| село Фёдоровка (Филимошка)       | 1387      | 1793      | 2152      | 324                    | 116                    | 120                    | 22                     | малороссы                    | православные                  | село, Фёдоровский район Саратовская область                            |    |         |              |                                             |
| Рязано-Уральская железная дорога |           |           |           |                        |                        |                        |                        |                              |                               |                                                                        |    |         |              |                                             |
| станция Мокроус                  | н/д       | 28        | 40        | 335                    | 104                    | 105                    | 7                      | н/д                          | н/д                           | рабочий посёлок, районный центр, Фёдоровский район Саратовская область |    |         |              |                                             |
| разъезд Еруслан                  | н/д       | 6         | 7         | 350                    | 94                     | 110                    | 28                     | н/д                          | н/д                           | село, Фёдоровский район Саратовская область                            |    |         |              |                                             |